# Kampioenschap van Vlaanderen 2006
Il Kampioenschap van Vlaanderen 2006, novantunesima edizione della corsa, valido come evento dell'UCI Europe Tour 2006 categoria 1.1, si svolse il 15 settembre 2006 su un percorso di 182,5 km. Fu vinto dal belga Niko Eeckhout, che terminò la gara in 4h01'00" alla media di 45,43 km/h.
Furono 88 i ciclisti che portarono a termine il percorso.

## Ordine d'arrivo (Top 10)
| Pos. | Corridore           | Squadra         | Tempo    |
| ---- | ------------------- | --------------- | -------- |
| 1    | Niko Eeckhout       | Ch. Jacques     | 4h01'00" |
| 2    | Steven de Jongh     | Quick Step      | s.t.     |
| 3    | Danilo Hondo        | Lamonta         | s.t.     |
| 4    | Frédéric Amorison   | Landbouwkrediet | s.t.     |
| 5    | Wouter Weylandt     | Quick Step      | s.t.     |
| 6    | Jeremy Hunt         | Unibet.com      | s.t.     |
| 7    | James Vanlandschoot | Landbouwkrediet | s.t.     |
| 8    | Joost van Leijen    | Van Vliet-EBH   | s.t.     |
| 9    | Kenny van Hummel    | Skil-Shimano    | s.t.     |
| 10   | Maxime Vantomme     | Quick Step      | s.t.     |